# Helius (Eurhamphidia) melanosoma
Helius (Eurhamphidia) melanosoma is een tweevleugelige uit de familie steltmuggen (Limoniidae). De soort komt voor in het Australaziatisch gebied.